# La principessa e l'antiquario
La principessa e l'antiquario è un romanzo dello scrittore Enzo Siciliano.
Pubblicato nel 1980, ha vinto nel 1981 il Premio Viareggio ed è stato finalista alla XXXV edizione del Premio Strega, vinta da Il nome della rosa di Umberto Eco.

## Trama
Un appassionato di antiquariato un giorno, frugando in un armadio di manoscritti non catalogati di una biblioteca, si imbatte in un pacchetto di fogli che attira la sua attenzione. 
La curiosità spinge lo studioso a sottrarre il pacchetto e tradurlo. Lo scrivente è un certo Hugo, studente proveniente da un paese baltico, Non si tratta di un'opera organica, ma di un miscuglio di epistole e fogli di diario.
Un ricco mecenate ha inviato Hugo a Roma con un duplice incarico: perfezionarsi negli studi antiquari e ritrovare la figlia, maritata a un principe romano, che non ha dato più notizie di sé. Arrivato nella città, Hugo si scontra con un ambiente messo a prova dalle idee della Rivoluzione francese, ma non ancora scosso dalle campagne di Napoleone Bonaparte. Tutto è molto vago e il giovane non procede nelle sue ricerche perché continuamente distratto: ora da due donne (l'attrice Carrugati e la misteriosa Angela), ora da incidenti (come una prigionia di avvertimento).
Dal paese in terra baltica gli arrivano molte lettere di biasimo, tuttavia il mecenate si premura di fornire a Hugo il denaro in abbondanza. Finché un giorno incontra il suo avversario, nella persona del Principe di San Carlino, sposo di Marianne e genero del signore che mantiene Hugo. L'uomo porta il ragazzo in un sito promettente, gli indica il materiale di approfondimento e sostiene di avere ospitato lui stesso Winckelmann. Poi si dilegua e solo allora Hugo lo riconosce.
Così trascorre un anno, tra malattie, tradimenti, piste sbagliate. Sembra persino che nella storia siano coinvolti gli Illuminati. Ma il tempo di Hugo è consumato per nulla, perché, in un secondo incontro, il Principe di San Carlino gli dice che lui stesso avrebbe risposto al suocero, se richiesto di qualcosa e non si sarebbe mai messo nelle mani di uno studentello piuttosto dissoluto e fannullone. Poi lo invia a una sua proprietà, dove si trova il fratello Don Marcello con Marianne. E qui, come avrebbe dovuto capire molto tempo prima, c'è la bara della principessa Marianne.
Qui finisce la vicenda di Hugo, non ancora quella dello studioso che ne ha raccolto le memorie. L'uomo ripone i suoi fogli con ordine e si corica tranquillo, ma sogna e non riposa. L'indomani non trova più il suo lavoro, men che mai lo scritto di Hugo: gli resta un sogno nel sogno.

## Personaggi
- Hugo, studente di antichità, proviene da un remoto paese baltico e scrive lettere e diari.
- Sua Grazia, mecenate di Hugo.
- Principe di San Carlino, genero romano di Sua Grazia.
- Don Marcello, fratello minore di San Carlino.
- Passionei, alto prelato romano.
- Costanza Carrugati, attrice milanese.
- Angela, fanciulla misteriosa, detta anche Angelina, Angeletta ecc.
- Antonio, ragazzo assunto da Hugo.
- Paolo detto Pavolo, modello per pittura, posa per Hugo insieme ad Antonio.
- Vincenzo, musicista.

## Edizioni
- Enzo Siciliano, La principessa e l'antiquario, Rizzoli, Milano 1980
- Id. La principessa e l'antiquario, Mondadori, Milano 1981
- (RO)  Id. Prințesa și anticarul, trad. Doina Opriţă e Mircea Opriţă, Univers, Bucureşti 1985[4]
- (FR)  Id. La Princesse et l'Antiquaire, trad. de l'italien par Thierry Laget, Salvy, Parigi 1995[5]
- Id. La principessa e l'antiquario, A. Mondadori, Milano 1998